# Anders Beckman (skådespelare)
Anders Carl Henrik Beckman, född 24 januari 1953 i Sankt Matteus församling, Stockholm, är en svensk skådespelare.

## Biografi
Avgörande för Anders Beckmans yrkesbana blev kontakten med regissören Peter Oskarson, då vid Teater 7 i Malmö. 1971 bildade man där Sommarteatern och satte bland annat upp Tolvskillingsoperan. 1973 förvandlades verksamheten till Skånska Teatern, vilken flyttade till Landskrona följande år. Flera av teaterns uppmärksammade föreställningar som till exempel En midsommarnattsdröm blev även televiserade (1980).
1972–1975 utbildade han sig vid Scenskolan i Stockholm. Beckman förblev vid Skånska Teatern i 20 år, varav flera år, 1985–88 och 1992–1994, som chef och konstnärlig ledare. Efter ett kort mellanspel i Skånska Teaterns avläggare i Stockholm, OffSide, blev han frilansande skådespelare, med engagemang bl.a. vid Dramaten under fyra år. Under flera säsonger från 1990 uppträdde han med enmansföreställningen Den komiska tragedin. 2020 spelade han huvudrollen, polisen Pelle Per-Åke Åkesson, i SVT-serien Jakten på en mördare.
Gemensamt för många av de karaktärer han spelat genom åren är udda och lite hemlighetsfulla typer med en form av bister auktoritet. Detta gäller framför allt dem som han kreerat i olika långkörarserier i tv som köksmästare med dunkelt förflutet i Rederiet (1994), som spaningschef vid polisen i Anmäld försvunnen (1995) och som hotellmanager i Vänner och fiender (1997).

## Familj
Beckman är son till direktör Carl Beckman och Ebba Beckman, född Hallmén, som var Fröken Ur åren 1968–2000, och han är gift med musikern Malena Jönsson.

## Filmografi
- 1980 – Trolltyg i tomteskogen (svensk röst)
- 1985 – Bror Groda och bror Padda (svensk röst)
- 1985 – Falsk som vatten
- 1987 – Allt ljus på mig!
- 1987 – Bror Groda och bror Padda tillsammans igen (svensk röst)
- 1988 – Xerxes (TV-serie)
- 1988 – Venus 90
- 1989 – Maskrosbarn
- 1990 – Ebba och Didrik (TV-serie)
- 1991 – Barnens detektivbyrå (TV-serie)
- 1993 – Macklean (TV-serie)
- 1991 – Rosenbaum (TV-serie)
- 1993 – Tecken på liv (TV-serie)
- 1994 – Cool
- 1994 – Rederiet (TV-serie)
- 1994 – Pagemaster – den magiska resan (svensk röst)
- 1995 – Snoken (TV-serie)
- 1995 – Anmäld försvunnen (TV-serie)
- 1995 – En nämndemans död (TV-serie)
- 1996 – Tre Kronor (TV-serie)
- 1996 – Anna Holt – Polis (TV-serie)
- 1996 – Fridas första gång
- 1997 – Svensson, Svensson - filmen
- 1997 – Pelle Svanslös (TV-serie)
- 1998 – Pistvakt – En vintersaga (TV-serie)
- 1998 – Närmanden
- 1998 – S:t Mikael (TV-serie)
- 1999 – Nya tider (TV-serie) (till och med 2000
- 2000 – Fem gånger Storm (TV-serie)
- 2002 – Spung (TV-serie)
- 2003 – Flugan comédie absurde
- 2003 – Errol (TV-serie)
- 2005 – Lasermannen (TV-serie)
- 2005 – Kommissionen (TV-serie)
- 2006 – Världarnas bok (TV-serie)
- 2007 – Den nya människan
- 2007 – Upp till kamp (TV-serie)
- 2007 – Beck – I Guds namn
- 2008 – Kungamordet (TV-serie)
- 2009 – Oskyldigt dömd (TV-serie)
- 2010 – Svinalängorna
- 2011 – Arne Dahl: Misterioso (TV-serie)
- 2012 – Äkta människor (TV-serie)
- 2012 – Call Girl
- 2016 – Gentlemen & Gangsters (TV-serie)
- 2017 – Finaste familjen (TV-serie)
- 2018 – Vår tid är nu (TV-serie)
- 2019 – Midsommar
- 2020 – Jakten på en mördare (TV-serie)
- 2022 – Nattryttarna (TV-serie)

## Teater

### Roller (ej komplett)
| År   | Roll                                                           | Produktion                                                                                   | Regi              | Teater                        |
| ---- | -------------------------------------------------------------- | -------------------------------------------------------------------------------------------- | ----------------- | ----------------------------- |
| 1982 | Emil Bernhard Eriksson Peter                                   | På jorden knappt leva vi få: Den heliga familjen Sångare! Vägen till Kanaan! Rudolf Värnlund | Peter Oskarson    | Skånska Teatern               |
| 1984 |                                                                | Robin Hood                                                                                   |                   | Skånska Teatern               |
| 1986 |                                                                | Gökboet (One Flew Over the Cuckoo's Nest)                                                    |                   | Skånska Teatern               |
| 1989 |                                                                | Satan anländer till Moskva (Мастер и Маргарита, Master i Margarita) Michail Bulgakov         |                   | Skånska Teatern               |
| 1990 |                                                                | Den komiska tragedin (La Tragédie Comique) Yves Hunstad                                      |                   | Skånska Teatern               |
| 1992 | Hamm                                                           | Slutspel (Fin de partie) Samuel Beckett                                                      | Bo Rehnberg       | Lundagruppen                  |
| 1992 |                                                                | Cyrano de Bergerac Edmond Rostand                                                            |                   | Skånska Teatern               |
| 1993 |                                                                | Cabaret                                                                                      |                   | Skånska Teatern               |
| 1995 |                                                                | Stjärnfall                                                                                   |                   | Riksteatern                   |
| 1996 |                                                                | Sound of Music Richard Rodgers och Oscar Hammerstein II                                      |                   | Göta Lejon                    |
| 1997 | Fredrik Egerman                                                | Sommarnattens leende (A Little Night Music) Stephen Sondheim och Hugh Wheeler                | Benny Fredriksson | Riksteatern                   |
| 1998 | Wilhelms farbror Herigen                                       | The Black Rider Robert Wilson, Tom Waits och William Burroughs                               | Rickard Günther   | Dramaten                      |
| 1998 | Mannen Kunden Kyparen                                          | Den goda människan från Sezuan (Der gute Mensch von Sezuan) Bertolt Brecht                   | Thorsten Flinck   | Dramaten                      |
| 1998 | Vargen Mårten Ormen Knubb-Erik Bergsfolksgubben Bödeln         | Häxans dotter Maj Bylock                                                                     | Staffan Roos      | Dramaten                      |
| 1999 | Justus Gjör                                                    | Kranes konditori Cora Sandel                                                                 | Agneta Ehrensvärd | Dramaten                      |
| 2000 | Den förnäme                                                    | Spöksonaten August Strindberg                                                                | Ingmar Bergman    | Dramaten                      |
| 2000 |                                                                | Den komiska tragedin (La Tragédie Comique) Yves Hunstad                                      | Sture Ekholm      | Dramaten                      |
| 2001 | Syrsan Teatertruppens ledare Mangiafoco Mannen i leksakslandet | Pinocchio Carlo Collodi                                                                      | Agneta Ehrensvärd | Dramaten                      |
| 2001 |                                                                | Jag växte upp inbäddad i spenavarm kattsand…                                                 |                   | Teater Plaza                  |
| 2002 | Herr Schylander                                                | Gustaf III & Dramaten Staffan Roos                                                           | Staffan Roos      | Dramaten                      |
| 2003 |                                                                | Beroende                                                                                     |                   | Teater Galeasen               |
| 2003 |                                                                | Jeppe på berget (Jeppe paa Bierget) Ludvig Holberg                                           |                   | Ystads Stående Teatersällskap |
| 2004 |                                                                | Körkarlen                                                                                    |                   | Riksteatern                   |
| 2006 |                                                                | Uppgörelsen                                                                                  |                   | Västmanlands teater           |
| 2007 | Överste Pickering                                              | My Fair Lady Frederick Loewe och Alan Jay Lerner                                             | Rikard Bergqvist  | Göteborgsoperan               |
| 2010 |                                                                | Romeo och Julia (The Tragedy of Romeo and Juliet) William Shakespeare                        |                   | Göta Lejon                    |
| 2015 | August Grundholm                                               | Farmor och vår Herre Hjalmar Bergman                                                         | Maria Löfgren     | Kulturhuset Stadsteatern      |
| 2024 | Pappa Entreprenören Mackägaren                                 | Vredens druvor (Grapes of Wrath) John Steinbeck                                              | Mina Salehpour    | Dramaten                      |

## Priser och utmärkelser
- 1988 – Kvällspostens Thaliapris
- 1990 – Svenska Akademiens Carl Åkermarks stipendium

### Fotnoter
1. 1 2 3 4  ”Anders Beckman”. Svensk Filmdatabas. http://sfi.se/sv/svensk-filmdatabas/Item/?type=PERSON&itemid=190535&ref=%2ftemplates%2fSwedishFilmSearchResult.aspx%3fid%3d1225%26epslanguage%3dsv%26searchword%3dAnders+Beckman%26type%3dPerson%26match%3dBegin%26page%3d1%26prom%3dFalse. Läst 29 september 2012.
2. ↑  https://runeberg.org/vemarhon/0051.html
3. ↑  https://www.dn.se/arkiv/familj/ebba-beckman/
4. ↑  https://www.ratsit.se/19631109-Malena_Gabriella_Jonsson_Stockholm/-WVP0lwmNFA4PXyKTyQqVIat2LBM0VZstjE4orYTkeM
5. ↑  Stefan Stenudd (2 mars 1992). ”Tvära kast lättar upp Beckett. Rörande värme i Lundagruppens uppsättning av 'Slutspel'”. Dagens Nyheter. https://www.dn.se/arkiv/teater/tvara-kast-lattar-upp-beckett-rorande-varme-i-lundagruppens-uppsattning-av-slutspel/. Läst 13 februari 2022.
6. ↑  Leif Zern (2 november 1997). ”Sommarnatt utan leende. Riksteaterns föreställning hävdar sig bättre musikaliskt”. Dagens Nyheter. https://www.dn.se/arkiv/teater/musikal-sommarnatt-utan-leende-riksteaterns-forestallning-havdar-sig-battre-musikaliskt/. Läst 25 maj 2019.
7. ↑  Göteborgsoperan (27 september 2007). ”Premiär för höstens stora musikal My Fair Lady”. Pressmeddelande.  Läst 21 april 2018.